# كوكوتاما
كوكوتاما (بالإنجليزية: Egg Angels Cocotama؛ باليابانية: かみさまみならい ヒミツのここたま) هو مسلسل أنمي خيالي، اُنتج خريف العام 2015 في الأوّل من أكتوبر من ذلك العام عن طريق ستوديو أو إل إم. الأنمي من تاليف ميتشيهيرو تسوتشيا وإخراج نوريو نيتا. دُبلِجَ المسلسل عن طريق مركز الزهرة وعُرِضَ على قناة سبيستون عام 2017.

## القصة
كانت هناك طفلة تدعى «نسمة»، نظرًا لاهتمامها بأشيائها تخرج من تلك الأشياء مخلوقات تدعى «كوكوتاما»، تفاجئ «نسمة» بأول كوكوتاما يخرج من قلم التلوين الأخضر الذي يدعى «محظوظ»، فيشرح لها ماهي بيضة الكوكوتاما، ومن ذلك الحين ووقعت عقدا معه وصار «محظوظ» صديقًا وفيًا لـ«نسمة» بعدها تخرج العديد من الكوكوتاما واحدة تلو الآخرى وتصير أصدقاء نسمة لكن احيانا تقع الكوكوتاما في موقف متقارب على كشف أسرارهم لكن نسمة في كل مرة تواجه الموقف وتمنعهم بالكثير من الحيل التي تلاحظ ان حالتها غريبة

## الشخصيات

### مقاولون كوكوتاما
- كوكورو يوتسوبا

Kokoro Yotsuba:
الاسم بالياباني四葉 こころ
تاريخ الميلاد: 9 – 9
هو بطل الرواية الرئيسي في «كوكوتاما»، وهو طالب في الصف الخامس يعيش في مدينة أوزورا. إنها لا تتفوق في الرياضة، وغالبًا ما تكون خرقاء وجيدة في العزف على البيانو. لكنها مهتمة جدًا بممتلكاتها بعد أن علمتها جدتها «كل الأشياء التي لها قلب وروح». لديها أخ صغير يدعى ماكوتو ويعمل والدها كمهندس معماري ومصمم في شركة إسكان. تشترك كوكورو بشكل كبير مع كوكوتاما بعد رؤية لوكيتاما لأول مرة، ومن المؤكد أنها ستعتني به وبالآخرين الذين تصادفهم. قامت ببناء منزل كوكوتاما، وهو منزل مصنوع من الأشياء اليومية لـ لوكيتاما. تعمل أيضًا كمالك للمنزل وتسمح لشركة كوكوتاما الأخرى بالعيش في منزل كوكوتاما بموجب عقد إيجار منزل. يظهر أنها معجبة بـ سيتارو، ودغدغة إلى حد ما وتكره الفلفل بالإضافة إلى أنها تواجه صعوبة في إخفاء سر كوكوتامالنفسها وحدها. بعد لقاء نوزومي، حاولت أن تكون صديقة لها لكنها فشلت بسبب وجهات نظرهم المختلفة حول كوكوتاما وقلة خبرتها في كونها صيادًا سعيدًا. اعترفت نوزومي لاحقًا أن كوكورو يمكن أن تكون صيادًا سعيدًا محتملاً إذا بذلت جهدها لذلك. رغبتها في أن تكون فتاة أكثر قدرة، وألا تكون كلوتز.
مؤدية الصوت في المسلسل: كايدي هوندو

## الممثلون
- صابرين الورار - نسمة
- رشا بيدس - محظوظ، موهوب (غير مدرج)
- رغدة الخطيب - ضحاك، والدة أمل
- سارة رضوان - نغمة
- جهينة نعيم - عبقرية
- ندى محفوض - لمعة
- ريد السبيتي - أكول
- هبة شالاتي - ناصر
- كريستين شحود - هناء
- آلاء الخضر - يسرى
- صفاء رقماني - والدة نسمة
- طالب الرفاعي - والد نسمة
- مهجة الشيخ
- محمد أيتوني - حسام
- رزان الحبش - والدة نسمة (غير مدرج)
- باسل الرفاعي
- أميرة حذيفي - أمل
- آمال سعد الدين - موهوب
و
- مأمون الرفاعي - العجوز ريس

2024-2025
الممثلون
صابرين الورار
مهجة الشيخ
غادة عمر
هبة سنوبر
آلاء الخضر
رشا بيدس
رغدة الخطيب
مجد نعيم
غفران الصالح
حنين نشواتي
فادي الحموي
ريد السبيتي
فاتن إدريس
سلمى فاكهاني
أريج حمود
عتاب هنّاوي
عماد النجار
نيرفانا أبو ترابي
أسعد سنديان
هزار سليمان
أسيمة يوسف
إياس أبو غزالة
ديمة همداني
و
آمال سعد الدين
صفاء رقماني
مأمون الرفاعي
عادل أبو حسون
محمد مصطفى 

2017
ترجمة وإعداد: نور السيد
المونتاج والتترات: زياد تقي
المكساج: سامر أبو عسلي
المعالجة الإلكترونية: رشا الطحان
كلمات وغناء: رشا رزق
المتابعة المالية: محمد حسان مهنا فراس رنة
الإدارة التنفيذية: محمد القزة
الإشراف الفني: مأمون الرفاعي

2019-2023
ترجمة: مروة إسلامبولي
إعداد: نور درويش
المونتاج والتترات: سامر القزة
المكساج: سامر أبو عسلي
ماسترينغ: لويس أبو عسلي
المعالجة الإلكترونية: نور الدبسي
كلمات وغناء: رشا رزق
المتابعة المالية: محمد حسان مهنا فراس رنة
الإدارة التنفيذية: محمد القزة
الإشراف الفني: مأمون الرفاعي

2024-2025
ترجمة: رنا أبو حمدان
إعداد: إيناس سليمان
المونتاج : سامر القزة
الشارة والتترات: محمد عللوه
المكساج: محمد الزايد
المعالجة الإلكترونية: نور الدبسي
كلمات وغناء: رشا رزق
المتابعة المالية: محمد حسان مهنا فراس رنة
م. مخرج: سلمى فاكهاني
الإدارة التنفيذية: محمد القزة
الإشراف الفني: مأمون الرفاعي

## روابط خارجية
- كوكوتاما على موقع IMDb (الإنجليزية)
- كوكوتاما على موقع IMDb (الإنجليزية)
- كوكوتاما على موقع قاعدة بيانات الفيلم (الإنجليزية)
- كوكوتاما على موقع ليتربوكسد (الإنجليزية)
- كوكوتاما على موقع قاعدة بيانات الفيلم (الإنجليزية)
- كوكوتاما على موقع ANN anime (الإنجليزية)